# ديلان بوليو
ديلان بوليو (بالفرنسية: Dylan Beaulieu)‏ هو لاعب كرة قدم فرنسي، ولد في 5 مايو 1997 في ميدون في فرنسا. لعب مع نادي موناكو.

## وصلات خارجية
- ديلان بوليو على موقع قاعدة بيانات كرة القدم.إي يو (الإنجليزية)
- ديلان بوليو على موقع Soccerway.com (الإنجليزية)